# Sherlock Holmes i Bondefangerklør
 For alternative betydninger, se Sherlock Holmes (flertydig). (Se også artikler, som begynder med Sherlock Holmes)
Sherlock Holmes i Bondefangerklør (også kendt som Den stjålne Tegnebog og i tysksprogede lande som Sherlock Holmes und die Bauernfänger og i engelsksprogede lande som A Confidence Trick) er en dansk stumfilm fra 1910 produceret af Nordisk Films Kompagni.
Filmens instruktør er ukendt.

## Handling
Jens Larsen (kaldet Billy Barett i den engelsksprogede udgave af filmen) er udvandret til Amerika, hvor han har arbejdet hårdt og sparet en mindre formue op. Nu er han på visit i hjemlandet, hvor han modtages i havnen af venlige og imødekommende mennesker, der tager imod ham og inviterer ham på bar. Det viser sig dog, at de venlige mennesker snyder ham og stjæler hans ur og penge. Jens Larsen tilkalder Sherlock Holmes, og det lykkes Holmes at finde forbryderne, hvor de holder til. I første omgang overmander forbryderne Holmes, men han får tilkaldt politiet, som Holmes fører til forbryderne, der nu er taget på danserestaurant. Forbrydere undslipper igen, men efter en dramatisk biljagt tages forbryderne til fange.

## Medvirkende
- Otto Lagoni som Sherlock Holmes
- Ellen Kornbeck
- Axel Boesen
- Ella la Cour
- Rigmor Jerichau
- Victor Fabian
- Ingeborg Rasmussen